# Брёнстат (кантон)
Брёнстат (фр. Brunstatt) — кантон на северо-востоке Франции в регионе Гранд-Эст (бывший Эльзас — Шампань — Арденны — Лотарингия), департамент Верхний Рейн, округ Мюлуз. Кантон был создан 22 марта 2015 года, он включает в себя 28 коммун.

## История
Кантон Брёнстат — новая единица административно-территориального деления Франции (департамент Верхний Рейн, округ Мюлуз), созданная декретом от 21 февраля 2014 года. Новая норма административного деления вступила в силу на первых региональных (территориальных) выборах (новый тип выборов во Франции). Таким образом, единые территориальные выборы заменяют два вида голосования, существовавших до сих пор: региональные выборы и кантональные выборы (выборы генеральных советников). Первые выборы такого типа, на которых избирают одновременно и региональных советников (членов парламентов французских регионов) и генеральных советников (членов парламентов французских департаментов) состоялись в коммуне Брёнстат 22 марта 2015 года. Эта дата официально считается датой создания нового кантона. Начиная с этих выборов, советники избираются по смешанной системе (мажоритарной и пропорциональной). Избиратели каждого кантона выбирают Совет департамента (новое название генерального Совета): двух советников разного пола. Этот новый механизм голосования потребовал перераспределения коммун по кантонам, количество которых в департаменте уменьшилось вдвое с округлением итоговой величины вверх до нечётного числа в соответствии с условиями минимального порога, определённого статьёй 4 закона от 17 мая 2013 года. В результате пересмотра общее количество кантонов департамента Верхний Рейн в 2015 году уменьшилось с 31-го до 17-ти.
Советники департаментов избираются сроком на 6 лет. Выборы территориальных и генеральных советников проводят по смешанной системе: 80 % мест распределяется по мажоритарной системе и 20 % — по пропорциональной системе на основе списка департаментов. В соответствии с действующей во Франции избирательной системой для победы на выборах кандидату в первом туре необходимо получить абсолютное большинство голосов (то есть больше половины голосов из числа не менее 25 % зарегистрированных избирателей). В случае, когда по результатам первого тура ни один кандидат не набирает абсолютного большинства голосов, проводится второй тур голосования. К участию во втором туре допускаются только те кандидаты, которые в первом туре получили поддержку не менее 12,5 % от зарегистрированных и проголосовавших «за» избирателей. При этом, для победы во втором туре выборов достаточно простого большинства (побеждает кандидат, набравший наибольшее число голосов).

## Состав кантона
Новый кантон в составе округа Мюлуз сформирован 22 марта 2015 года. По данным INSEE, кантон Брёнстат включает в себя 21 коммуну упразднённого кантона Сирентс (Бартенем, Бринкайм, Вальбак, Вальтенайм, Геспицен, Дитвиллер, Зессинг, Каппелен, Кембс, Кётсенг, Ландсер, Магстат-ле-Ба, Магстат-ле-О, Рантсвиллер, Сирентс, Стенбрюн-ле-Ба, Стенбрюн-ле-О, Стеттен, Уффайм, Шлирбак, Эльфранзкирш) 5 коммун упразднённого кантона Мюлуз-Сюд (Брёнстат, Брюбак, Диденайм, Зиллисайм и Флаксланден) и 2 коммуны упразднённого кантона Абсайм (Зиммерсайм и Эшенсвиллер). Численность населения кантона — 39 645 человек (2012).
С 22 марта 2015 года кантону подчинены 28 коммун:
| Код INSEE | Коммуна        | Французское название | Почтовый индекс | Площадь, км² | Население (2012) | Плотность, чел/км² |
| --------- | -------------- | -------------------- | --------------- | ------------ | ---------------- | ------------------ |
| 68021     | Бартенем       | Bartenheim           | 68870           | 12,86        | 3806             | 296,0              |
| 68054     | Бринкайм       | Brinckheim           | 68870           | 3,41         | 347              | 101,8              |
| 68055     | Брюбак         | Bruebach             | 68440           | 7,01         | 1020             | 145,5              |
| 68056     | Брёнстат       | Brunstatt            | 68350           | 9,66         | 6114             | 632,9              |
| 68070     | Диденайм       | Didenheim            | 68350           | 4,44         | 1739             | 391,7              |
| 68072     | Дитвиллер      | Dietwiller           | 68440           | 11,06        | 1413             | 127,8              |
| 68084     | Эшенсвиллер    | Eschentzwiller       | 68440           | 3,19         | 1499             | 469,9              |
| 68093     | Флаксланден    | Flaxlanden           | 68720           | 4,33         | 1460             | 337,2              |
| 68103     | Геспицен       | Geispitzen           | 68510           | 6,02         | 429              | 71,3               |
| 68132     | Эльфранзкирш   | Helfrantzkirch       | 68510           | 6,23         | 731              | 117,3              |
| 68160     | Каппелен       | Kappelen             | 68510           | 5,15         | 552              | 107,2              |
| 68163     | Кембс          | Kembs                | 68680           | 16,45        | 4855             | 295,1              |
| 68170     | Кётсенг        | Koetzingue           | 68510           | 5,14         | 587              | 114,2              |
| 68174     | Ландсер        | Landser              | 68440           | 3,04         | 1554             | 511,2              |
| 68197     | Магстат-ле-Ба  | Magstatt-le-Bas      | 68510           | 3,35         | 481              | 143,6              |
| 68198     | Магстат-ле-О   | Magstatt-le-Haut     | 68510           | 3,91         | 276              | 70,6               |
| 68265     | Рантсвиллер    | Rantzwiller          | 68510           | 5,47         | 819              | 149,7              |
| 68301     | Шлирбак        | Schlierbach          | 68440           | 11,8         | 1137             | 96,4               |
| 68309     | Сирентс        | Sierentz             | 68510           | 13,22        | 3244             | 245,4              |
| 68323     | Стенбрюн-ле-Ба | Steinbrunn-le-Bas    | 68440           | 8,58         | 649              | 75,6               |
| 68324     | Стенбрюн-ле-О  | Steinbrunn-le-Haut   | 68440           | 9,21         | 584              | 63,4               |
| 68327     | Стеттен        | Stetten              | 68510           | 4,32         | 338              | 78,2               |
| 68341     | Уффайм         | Uffheim              | 68510           | 4,36         | 865              | 198,4              |
| 68353     | Вальбак        | Wahlbach             | 68130           | 6,41         | 492              | 76,8               |
| 68357     | Вальтенайм     | Waltenheim           | 68510           | 2,32         | 565              | 243,5              |
| 68382     | Зессинг        | Zaessingue           | 68130           | 4,99         | 344              | 68,9               |
| 68384     | Циллисхайм     | Zillisheim           | 68720           | 8,22         | 2631             | 320,1              |
| 68386     | Зиммерсайм     | Zimmersheim          | 68440           | 3,15         | 1114             | 353,7              |